# Gamleby församling
Gamleby församling är en församling i Kustbygdens kontrakt i Linköpings stift inom Svenska kyrkan. Församlingen ingår i Norra Tjusts pastorat och ligger i Västerviks kommun i Kalmar län.
Församlingskyrka är Gamleby kyrka.

## Administrativ historik
Församlingen har medeltida ursprung. 
Församlingen utgjorde till 1433 ett eget pastorat (under namnet Västerviks församling). Från 1433 till 1560 var församlingen moderförsamling i pastoratet Gamleby och Västervik, för att från 1560 till 1962 åter utgöra ett eget pastorat. Från 1962 var församlingen moderförsamling i pastoratet Gamleby och Odensvi som 1974 utökades med Lofta församling. Från 2007 ingår församlingen i Norra Tjusts pastorat.

## Kyrkoherdar[5]
| Ämbetstid | Namn                                  | Levnadstid | Övrigt                  |
| --------- | ------------------------------------- | ---------- | ----------------------- |
| 1340-1350 | Birgerius Petri                       | -1350      |                         |
| 1351-1369 | Petrus Gregorii                       | -1369      |                         |
| 1368-1377 | Joannes                               |            |                         |
| 1380-1383 | Niclisa                               |            |                         |
| 1385      | Thore                                 |            |                         |
| 1340      | Johannes (Hans)                       |            |                         |
| 1456      | Matthias                              |            |                         |
| 1482      | Hans                                  |            |                         |
| 1522      | Magnus                                |            |                         |
| 1528-1529 | Ericus Svenonis                       |            |                         |
| 1531-1541 | Ericus                                | -1541      |                         |
| 1553      | Ericus Caroli                         |            |                         |
| 1570      | Bothvidus Andreœ                      |            |                         |
| 1593      | Sveno                                 |            |                         |
| 1616      | Benedictus Canuti                     | -1616      |                         |
| 1617-1621 | Nicolaus Marci                        | -1621      |                         |
| 1621-1622 | Sveno Johannis                        | -1622      |                         |
| 1622-1625 | Petrus Nicolai Montanus               | -1625      |                         |
| 1625-1653 | Hermannus Joannis Kyronius (Kyrander) | -1653      |                         |
| 1654      | Nicolaus Petri Westerlander           | -1654      | Tillträde inte ämbetet. |
| 1654-1676 | Sveno Theodori Gelsenius              | 1619-1676  |                         |
| 1678-1694 | Jonas Svenonis Gelsenius              | 1653-1694  |                         |
| 1694-1708 | Olavus Haquini Lundelius              | -1708      |                         |
| 1710-1712 | Nicolaus Dichman                      | 1676-1712  |                         |
| 1712-1722 | Petrus Westelius                      | 1670-1722  |                         |
| 1723-1734 | Johannes Huss                         | 1682-1734  |                         |
| 1736      | Nicolaus Lagerlund (Vermlandus)       | 1673-1736  |                         |
| 1737-1750 | Daniel Kjernell                       | 1691-1750  |                         |
| 1752-1778 | Samuel Noberg                         | 1708-1778  |                         |
| 1779-1798 | Sven Landberg                         | 1733-1798  |                         |
| 1799-1805 | Lars Henrik Norbeck                   | 1750-1805  |                         |
| 1806-1808 | Lars Qvennerstedt                     | 1757-1808  |                         |
| 1809-1812 | Christopher Reinhold Huldt            | 1772-1812  |                         |
| 1813-1828 | Jacob Hagberg (Uplandus)              | 1781-1839  |                         |
| 1829-1857 | Nils Fredrik Aurelius                 | 1794-1857  |                         |
| 1858-1862 | Johan Gustaf Ek                       | 1810-1862  |                         |
| 1863-1890 | Otto Abraham Askergren                | 1816-1890  |                         |
| 1891-1918 | Per Johan Hanning                     | 1843-1918  |                         |
| 1918-     | Johan Emil Hilmer Hagwall             | 1871-      |                         |
| 1973–1984 | Olof Nilsson                          | 1931–      | [ 6 ]                   |

## Organister och klockare
| Verksam   | Namn                     | Levnadstid | Övrigt                |
| --------- | ------------------------ | ---------- | --------------------- |
| 1680      | Pehr                     |            | Klockare              |
| 1695-1698 | Olof Persson             |            | Klockare              |
| 1699      | Sven Style               |            | Klockare              |
| 1701-1705 | Johan Jönsson Lindberg   |            | Klockare              |
| 1700-1708 | Pär Jonasson             |            | Organist              |
| 1707-1717 | Jacob Persson            |            | Klockare              |
| 1712-1729 | Isak Öfring              |            | Organist och klockare |
| 1730-1753 | Johan Stenberg           | 1711-1753  | Organist och klockare |
| 1754-1784 | Jacob Thelander          | 1734-1784  | Organist och klockare |
| 1785-1820 | Johan Rölander           | 1764-1820  | Organist och klockare |
| 1820-1861 | Johan Samuel Rölander    | 1800-1861  | Organist och klockare |
| 1861-1891 | Nikolaus Magnus Svensson | 1834-1891  | Organist och klockare |